# Kim Jong-Shin
Kim Jong-Shin (hangul: 김종신, hanja: 金鍾信), född den 17 maj 1970 i Hampyeong, Sydkorea, är en sydkoreansk brottare som tog OS-silver i lätt flugviktsbrottning i fristilsklassen 1992 i Barcelona. 